# 몽골 이름
몽골 이름은 몽골족이 사용하는 이름이다. 몽골의 역사 속에서 변천을 겪었다. 처음으로 티베트 이름이 전통적인 몽골 이름을 대체했고 두 번째로 새로운 몽골 이름이 이를 대체했다. 현재 내몽골과 몽골국의 이름은 약간의 차이가 있다.

## 현대

### 몽골국
20세기에 몽골은 소련의 위성국가가 되어 러시아 이름의 영향을 받았다.
남성의 이름은 강함을 나타내는 단어의 결합으로, 여성의 이름은 꽃, 색, 해, 달과 같은 단어의 조합에 여성형 접미사 -maa를 붙여 짓는다.  아버지의 이름 또는 어머니의 이름을 앞에 붙여서 부른다. 혼동을 막기 위해서는 부모 이름 뒤에 giin을 붙여 부른다. 2000년대에 들어서는 씨족이름으로 그들의 후손에게 물려줄 성씨가 부활하여 쓰이고 있다. 몽골인들은 조상의 성씨나 고향, 부족 이름이나 자신과 관련된 것을 씨족 이름으로 정했는데 몽골의 첫 우주인의 경우 우주를 뜻하는 말을 정하기도 했다. 이제 몽골인의 이름은 씨족이름 부모이름 자기 이름 순서로 불리게 된다.